# Попівка (Довжанський район)
Попі́вка (МФА: [popiŭka] ( прослухати)) — село в Україні, у Сорокинській міській громаді Довжанського району Луганської області. Населення становить 530 осіб.

## Географія
Географічні координати: 48°22' пн. ш. 39°55' сх. д. Часовий пояс — UTC+2. Загальна площа села — 5,5 км².
Село розташоване у східній частині Донбасу за 13 км від села Великий Суходіл. Через село протікає річка Сіверський Донець.

## Історія
Село засноване у XVIII столітті.
Першим поселенцем вважається козак Д. П. Попов.
12 червня 2020 року, відповідно до Розпорядження Кабінету Міністрів України № 717-р «Про визначення адміністративних центрів та затвердження територій територіальних громад Луганської області», увійшло до складу Сорокинської міської громади.
17 липня 2020 року, в результаті адміністративно-територіальної реформи та ліквідації  Сорокинського району, увійшло до складу новоутвореного Довжанського району.

## Населення
За даними перепису 2001 року населення села становило 530 осіб, з них 23,96% зазначили рідною мову українську, 75,28% — російську, а 0,76% — іншу.

## Пам'ятки
- Братська могила радянських воїнів (вул. Побєди).